# 拉马波河

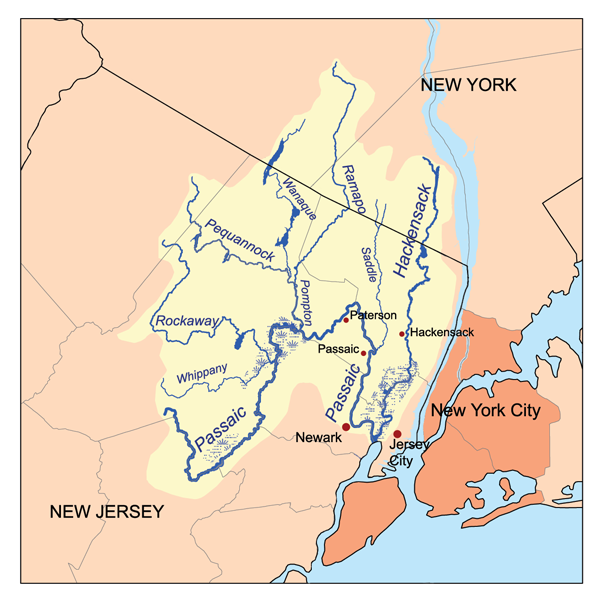
帕塞伊克河与哈肯萨克河的流域图

拉马波河（英語：Ramapo River）是美国新泽西州庞普顿河的一条支流，帕塞伊克河的二级支流，位于新泽西州北部和纽约州南部，长约48公里。